# Kłopotnica (Pielgrzymka)
Kłopotnica – przysiółek wsi Pielgrzymka w Polsce położona w województwie podkarpackim, w powiecie jasielskim, w gminie Osiek Jasielski.
Przed wojną gmina jednostkowa, od 1934 gromada w gminie Osiek Jasielski. Podczas II wojny światowej w gminie Osiek Jasielski w powiecie Jaslo w dystrykcie krakowskim (Generalne Gubernatorstwo). Liczyła wtedy 132 mieszkańców.
W latach 1975–1998 miejscowość administracyjnie należała do województwa krośnieńskiego.